# Deraeocoris ruber
Espèce
Deraeocoris ruber est une espèce d'insectes prédateurs du sous-ordre des hétéroptères (punaises), de la famille des Miridae et du genre Deraeocoris. On peut trouver cet insecte sur des plantes très diverses. Elle s'attaque notamment aux larves de Craesus septentrionalis (la Thentrède du bouleau et de l’aulne)[réf. nécessaire].

## Description
- La forme adulte (y compris le scutellum) est soit orange soit noire, le cunéus est toujours rouge. Les ailes antérieures sont brillantes.
- Corps long de 6 à 8 mm.

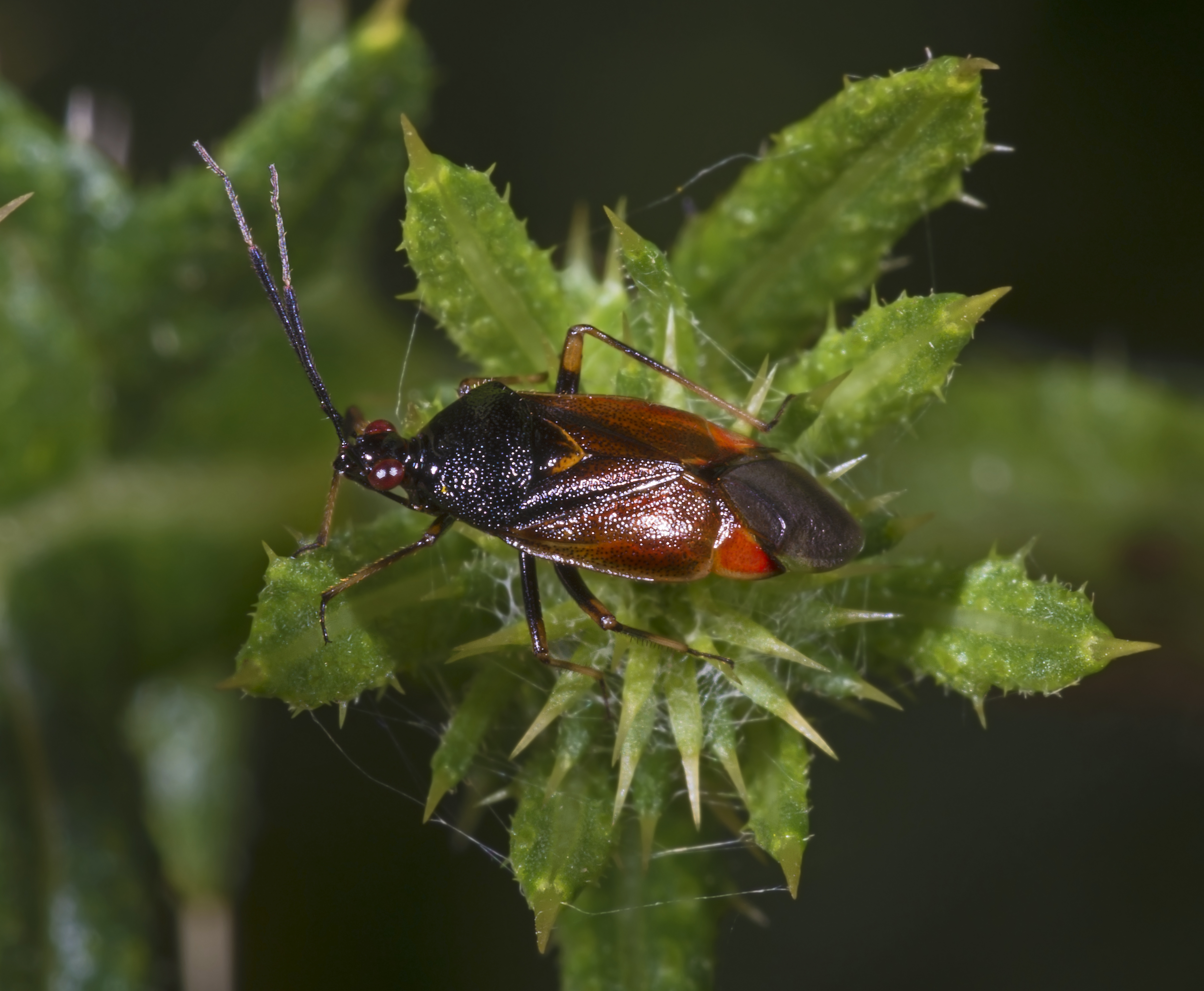
Forme mixte rouge/noire
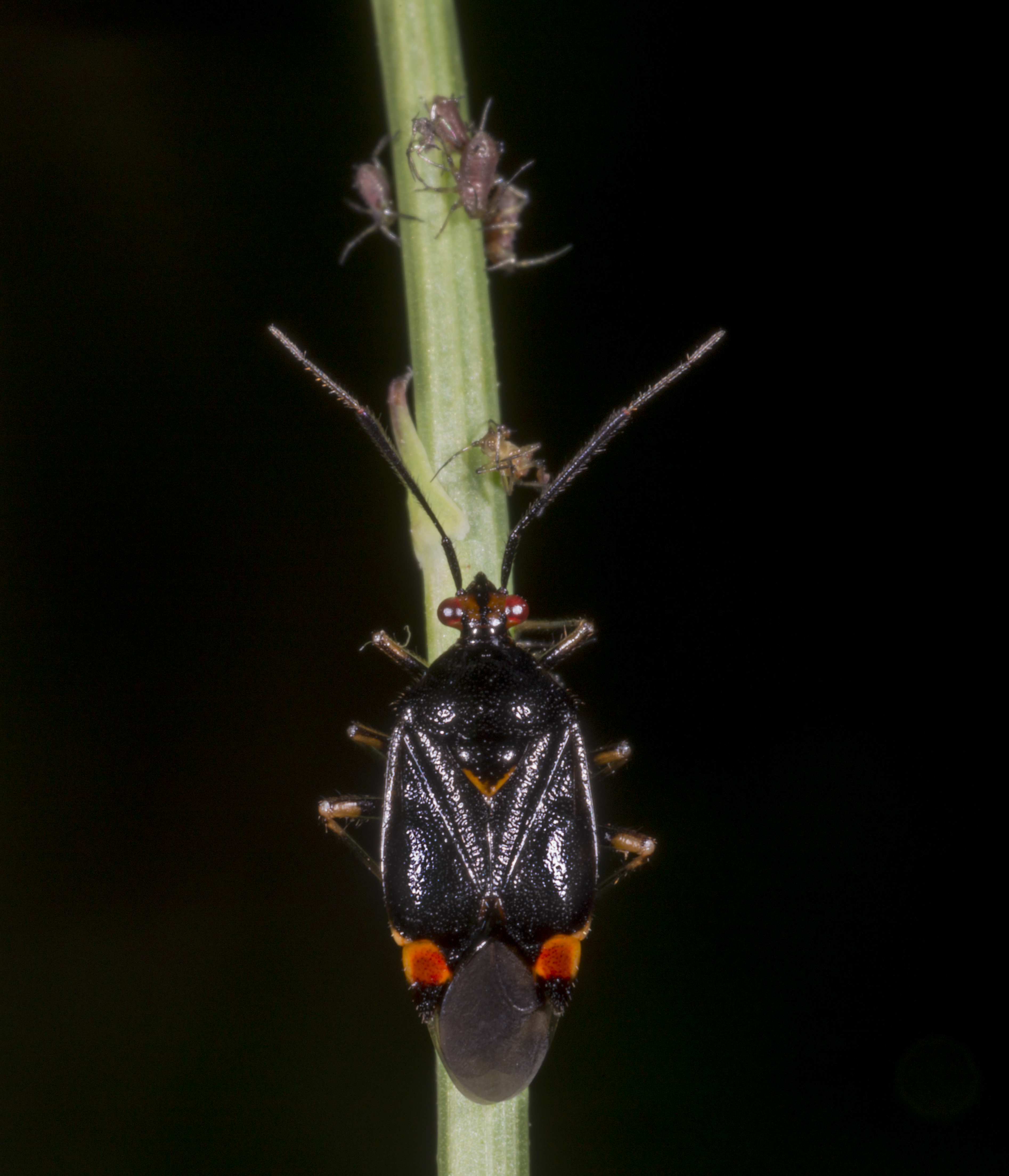
Forme noire adulte avec pucerons.

## Répartition
On trouve cette espèce n'importe où en Europe, à l'exception des Açores, Canaries, Chypre, Îles Féroé, Finlande, Islande, Malte et certaines régions de la Russie.

## Systématique
L'espèce Deraeocoris ruber a été décrite par le naturaliste suédois Carl von Linné en 1758, sous le nom initial de Cimex ruber.

### Synonyme
- Cimex ruber Linné, 1758 protonyme